# Albert Agulló
Albert Agulló Martínez (Elche, 30 de mayo de 1931 – Elche, 4 de febrero de 2018) fue un pintor y escultor español. Fue uno de los miembros fundadores del Grup d'Elx junto con Sixto Marco, Antoni Coll y Joan Castejón. El artista ilicitano fue también cofundador del Museo de Arte Contemporáneo de Elche.